# Biến cố Ất Tị
Biến cố Ất Tỵ (乙巳の変 Isshi no Hen, Ất Tị chi biến) lấy tên sự kiện xảy ra năm Ất Tỵ, năm 645, trong thời kỳ Cải cách Taika, là một sự kiện quan trọng đã thay đổi lịch sử Nhật Bản.
Biến cố này là kế hoạch thành công nhằm loại bỏ Gia tộc Soga, khởi đầu bằng việc ám sát Soga no Iruka (蘇我入鹿) do Nakatomi no Kamatari, Hoàng tử Naka no Ōe và một số người khác thực hiện.
Sau đó, Hoàng tử Naka no Ōe đã cải tổ hệ thống và thực hiện cải cách gọi là Cải cách Taika (大化の改新, Đại Hoá cải tân, Taika no Kaishin). Sự kiện Soga no Iruka bị giết đôi khi được gọi là "Taika no Kaishin", nhưng nói đúng ra, một loạt cải cách hệ thống chính trị bắt đầu từ cuộc đảo chính "Isshi no Hen" là "Taika no Kaishin" và "Isshi no Hen" là màn khởi đầu của "Taika no Kaishin".

## Diễn biến Biến cố Ất Tỵ

### Gia tộc Soga chuyên quyền
Ngày 22 tháng 2 năm Thiên hoàng Suiko thứ 30 (ngày 8 tháng 4 năm 622), có giả thuyết cho rằng là ngày 5 tháng 2, Thái tử Shotoku (聖徳太子, Shōtoku taishi, Thái tử Thành Đức), người phụ trách công việc triều đình, qua đời. Với cái chết của Thái tử Shōtoku, không còn ai kiềm chế gia tộc Soga, vốn là một đại gia tộc lớn, và quyền lực chuyên chế của gia tộc Soga trở nên to lớn, vượt qua cả Thiên hoàng. Trong "Toshi Kaden" (藤氏家伝), được biên soạn vào năm Tenpyō-hōji (天平宝字, Thiên bình bảo tự) thứ 4 (760), có một đoạn mô tả chỉ trích chính trị của Soga no Iruka là 'chế độ chuyên quyền Đổng Trác đang điều hành đất nước' và nó được mô tả là một chế độ chuyên chế có thể so sánh với Đổng Trác.
Ngày 20 tháng 5 năm Thiên hoàng Suiko thứ 34 (ngày 19 tháng 6 năm 626), Soga no Umako qua đời, con trai ông Soga no Emishi lên thay làm Đại thần (大臣 Ōomi). Ngày 7 tháng 3 năm Thiên hoàng Suiko thứ 36 (ngày 15 tháng 4 năm 628), Thiên hoàng Suiko qua đời mà không có người kế vị.
Các vị trí có thể kế vị ngai vị gồm Hoàng tử Tamura (Điền Thôn hoàng tử, 田村皇子, Tamura-no-Ōji), là cháu họ gọi Thiên hoàng Suiko bằng cô tổ mẫu (dì của bố mẹ), và Hoàng tử Yamashiro (山背大兄王 Yamashiro no Ōe no Ō), con trai của Thái tử Shōtoku. Về mặt phả hệ Hoàng tử Yamashiro có nguồn gốc gần với gia tộc Soga, mẹ của ông, Tojiko no Iratsume (刀自古郎女 Đao Tự Cổ Lang Nữ) là con gái của Soga no Umako. Nhưng Soga no Emishi không muốn Hoàng tử Yamashiro và gia tộc Jōgūōke (上宮王家, Thượng cung vương gia) nên đã quyết định ủng hộ Hoàng tử Tamura lên ngôi vị. Khi đó Sakaibe no Marise (là con trai của Soga no Iname, và là em trai của Soga no Umako) lại ủng hộ việc đưa Hoàng tử Yamashiro lên ngai vị. Emishi đã phản đối việc này, đánh bại Marise và đưa Hoàng tử Tamura lên ngai vàng. Đây chính là Thiên hoàng Jomei (舒明天皇 Thiên hoàng Thư Minh).
Quyền lực gia tộc Soga ngày càng lớn, các hào tộc (豪族 gōzoku) không phụng sự triều đình mà phải phụng sự gia tộc Soga. Hoàng tử Ohomata (大派皇子 Daiha-no-Ōji), con trai của Thiên hoàng Bidatsu, kiên quyết cho rằng gōzoku chỉ phụng sự triều đình, vì các gōzoku đã bỏ bê việc phụng sự triều đình, nhưng lời khuyến nghị này bị Emishi bác bỏ.
Ngày 9 tháng 10 năm Thiên hoàng Jomei thứ 13 (ngày 17 tháng 11 năm 641), Thiên hoàng Jomei qua đời, Hoàng hậu Bảo hoàng nữ lên ngôi, Thiên hoàng Kōgyoku. Quyền lực gia tộc Soga còn lớn hơn trước.
Tháng 7 năm Thiên hoàng Kōgyoku thứ nhất (năm 642), hạn hán liên tục xảy ra nên Emishi thờ tượng Bồ tát và tượng Tứ Thiên vương ở chùa Kudara Daiji (百済大寺, Bách tế đại tự), tụng kinh và thắp hương cầu mưa, nhưng hôm sau trời mưa nhỏ nhưng hôm sau lại không còn mưa. Vào tháng 8, khi Thiên hoàng Kogyoku cầu mưa bằng cách cúng bái tứ phía bên bờ sông Minabuchi, ngay lập tức một cơn giông kéo đến và trận mưa kéo dài 5 ngày, mọi người gọi bà là 'Shitoku Tenno' (至徳天皇, Chí đức Thiên hoàng). Điều này có nghĩa là gia tộc Soga và gia đình Thiên hoàng đã so sánh sức mạnh qua lời cầu nguyện, vốn là tư cách của quân vương cổ đại, và "Nihonshoki" (日本書紀, Nhật Bản thư kỷ), một cuốn sách lịch sử được viết sau này, tuyên bố rằng gia đình Thiên hoàng đã giành thắng lợi.
Cùng năm đó, Emishi và con trai Iruka vận động người dân cả nước xây dựng lăng mộ của riêng mình, người của gia tộc Hoàng tử Shotoku cũng được huy động nên Ōmusume Himeōkimi (大娘姫王), con gái của Hoàng tử Shotoku, đã than khóc và phản đối điều này. Việc này gây phẫn nộ trong giới hào tộc.
Ngày 6 tháng 10 năm Thiên hoàng Kōgyoku thứ 2 (ngày 22 tháng 11 năm 643), Soga no Emishi bị bệnh từ chức Đại thần nhường lại ngôi vị cho con trai thứ là Soga no Iruka làm Mononobe Daijin (物部大臣, Vật bộ Đại thần), vì bà nội ông là em gái của Mononobe no Moriya.

### Xóa bỏ Thượng cung vương gia
Thượng cung vương gia là cách gọi cho dòng dõi của Thái tử Shotoku.
Ngày 1 tháng 11 năm Thiên hoàng Kōgyoku thứ 2 (ngày 16 tháng 12 năm 643), gia tộc Soga muốn lựa chọn Hoàng tử Furuhito-no-Ōe (古人大兄皇子, Cổ nhân đại huynh Hoàng tử), hậu duệ của gia tộc Soga, làm người kế vị Thiên hoàng Kōgyoku. Để làm điều này cần phải giảm những người cạnh tranh ngôi vị đặc biệt từ Hoàng tử Yamashiro, một người quyền lực có quyền kế vị ngai vàng hoàng gia. Vì vậy, sự tồn tại của Hoàng tử Yamashiro được coi là một trở ngại. Iruka, Kose no Tokoda (巨勢徳多), Hase Inoshishite (土師娑婆連) chỉ đạo quân tấn công Ban cưu cung (斑鳩宮, Ikaruga gū) nơi Hoàng tử Yamashiro ở. Trong trận chiến Hase Inoshishite bị quân của Hoàng tử Yamashiro giết chết, nhưng với lực lượng mạnh của gia tộc Soga, Hoàng tử Yamashiro phải rút về núi Ikoma. Miwano Fumiya khuyên Yamashiro nên rút về Togoku để lập căn cứ chống lại Soga, nhưng Yamashiro không muốn gây ra một cuộc chiến khiến cho người dân khổ đau. Ông đã quay trở lại Chùa Ikaruga (斑鳩寺, Ban cưu tự) để tự sát.
Kết quả là gia tộc Jōgūōke mang dòng máu của Thái tử Shotoku đã bị tiêu diệt, khi Emishi biết rằng Iruka đã tiêu diệt gia đình của Hoàng tử Yamashiro, ông đã than thở: 'Chính hắn sẽ tự gây nguy hiểm cho chính mình.'

### Ám sát Iruka
Nakatomi no Kamatari căm ghét sự chuyên quyền của gia tộc Soga và bí mật tiến hành kế hoạch lật đổ gia tộc Soga. Kamatari tiếp cận Hoàng tử Karu (軽皇子, Kinh Hoàng tử) đầu tiên, nhưng không vừa lòng với phẩm chất của Karu nên đã tiếp tục tìm kiếm một người có thể là trung tâm của cuộc chính biến.
Ông đã tiếp cận được với Hoàng tử Naka no Ōe (中大兄皇子; Trung Đại Huynh hoàng tử) để tiến hành cuộc chính loạn. Sự kiện nổi bật giữa cuộc gặp Kamatari và hoàng tử Naka no Ōe tại đền Hōkō-ji (法興寺, Pháp hưng tự). Tại đây Kamatari tình cờ nhặt được giày của hoàng tử và đã đi vào chân hoàng tử. Sau đó giữa Kamatari và hoàng tử Naka no Ōe trở thành tri kỉ của nhau, cả hai đều muốn tìm cách lật đổ gia tộc Soga. Tương truyền rằng Hoàng tử Naka no Ōe và Kamatari đã học giáo lý Chu Khổng tại một trường của Minabuchi no Shoan và bí mật nói về việc lật đổ gia tộc Soga trên đường đi về. Kamatari cũng đã liên kết Soga no Kurayamada no Ishikawa no Maro, một trưởng lão của gia tộc Soga, làm đồng minh của mình và Hoàng tử Naka no Oe lấy con gái của Ishikawa làm vợ.
Vào năm Thiên hoàng Kogyoku thứ 4 (645), sứ thần của ba quốc gia bán đảo Triều Tiên (Silla, Baekje và Goguryeo) đến Nhật Bản để triều cống. Các nghi lễ đón tiếp được tổ chức trong triều đình, tại các sự kiện này Iruka Đại thần đều xuất hiện. Naka no Ōe và Kamatari đã nhân sự kiện này quyết định ám sát Iruka. Theo "Daishokanden", người ta nói rằng sự xuất hiện của ba sứ thần Triều Tiên ở Nhật Bản là giả để thu hút Iruka.
Ngày 4 tháng 6 năm Thiên hoàng Kogyoku thứ 4 (ngày 10 tháng 7 năm 645), một buổi lễ của ba quốc gia được tổ chức, Thiên hoàng Kogyoku khởi hành đến Daigokuden (大極殿, Đại cực điện), Hoàng tử Furuhito no Oe tham dự và Iruka cũng tiến vào triều. Iruka là một người có tính đa nghi, luôn cần kiếm theo người, kể cả xem kịch cũng không rời kiếm. Hoàng tử Naka no Oe ra lệnh cho Emonno-fu (衛門府, Vệ môn phủ) đóng cổng Hoàng cung. Ishikawa no Maro đọc văn chỉ. Hoàng tử Naka no Oe trốn bên hông cung điện bằng một cây giáo dài, còn Kamatari thì giấu cung tên. Uminukai Masarumaro (海犬養勝麻呂) mang hai thanh kiếm đến và đưa chúng cho Saeki Nemaro (佐伯子麻呂) và Katsuragino Wakainukaino Amita (葛城稚犬養網田).
Hai người được giao nhiệm vụ giết Iruka vô cùng sợ hãi. Kamatari đã mắng hai người, Ishikawa no Maro đã đọc đến chính văn nhưng không thấy Nemaro xuất hiện, sợ đến toàn thân ướt đẫm mồ hôi, giọng nói rối loạn, tay run run. Iruka, người đang nghi ngờ, hỏi, "Tại sao người lại run rẩy?", Và Ishikawa trả lời, "Có rất nhiều nỗi sợ khi ở gần Thiên hoàng, và tôi đổ mồ hôi".
Hoàng tử Naka no Oe cho rằng Nemaro và những người khác không thể tiến vào vì sợ sức mạnh của Iruka. Nhưng bất ngờ Nemaro và những người khác nhảy ra chém vào đầu và vai của Iruka. Khi Iruka ngạc nhiên đứng dậy thì bị Nemaro chặt đứt một chân, Iruka ngã xuống bò đến ngai vàng của Thiên hoàng và hỏi: “Thần đắc tội gì? Hãy trả lời thần". Sau đó, Hoàng tử Naka no Oe đáp:“ Iruka đã diệt Hoàng tộc và cố gắng giành lấy ngai vàng Hoàng gia", và Thiên hoàng Kogyoku lui về cung điện mà không nói một lời nào. Nemaro và Wakanukai Amida đã giết Iruka bằng cách chém anh ta. Hôm đó trời mưa to và khu vườn ngập tràn nước. Cơ thể của Iruka được ném ra ngoài vườn và bị cửa (障子, shoji) đè lên.

### Lật đổ Soga và cải cách Taika
Hoàng tử Furuhito no Ōe rời khỏi hoàng cung tuyên bố Iruka bị người Triều Tiên giết chết. Và nói rất đau buồn.
Hoàng tử Naka no Oe ngay lập tức vào chùa Hoko-ji (法興寺, Pháp Hưng tự) và củng cố công tác chuẩn bị cho cuộc chiến, tất cả các hoàng tử và gozoku đều đi theo ông. Gia tộc Kanjika, một gia tộc người Hán, tập trung tại ngôi nhà của gia tộc Soga để hỗ trợ Emishi, nhưng Hoàng tử Naka no Oe đã phái Kose no Tokuta (巨勢徳陀) đến thuyết phục (có giả thuyết cho rằng hoàng tử Naka no Oe đã thuyết phục Hoàng tử Furuhito no Oe trở thành một thầy tu tại chùa Hoko-ji và điều này làm mất ý chí của gia tộc Soga, những người đã không còn lá cờ để giương lên) và rời đi, và tất cả các thành viên quân đội của gia tộc Soga bỏ chạy.
Ngày 13 tháng 6 (ngày 11 tháng 7 dương lịch) Soga no Emishi đã phóng hỏa phủ của mình. Vụ hỏa hoạn đã phá hủy bản sao chép tay Tennōki và nhiều báu vật khác của Hoàng gia đã được Soga cất giữ, nhưng Fune no Fubitoesaka đã nhanh chóng chộp lấy Kokki đang bốc cháy từ ngọn lửa. Sau đó, ông được cho là đã tặng nó cho Hoàng tử Naka no Ōe; nhưng không có bản sao còn tồn tại đến nay. Bằng cách này, gia tộc Soga vốn tự hào về đạo đức mạnh mẽ của mình trong nhiều năm, đã bị tiêu diệt.
Vào ngày 14 tháng 6 (ngày 12 tháng 7 dương lịch), Thiên hoàng Kogyoku nhường ngôi cho Hoàng tử Karu, ông là Thiên hoàng Kōtoku, đồng thời Hoàng tử Naka no Oe được phong làm Thái tử, Naka no Oe phong Abe no Uchimaro (阿倍内麻呂) làm Sadaijin (Tả đại thần), Soga no Kurayamada no Ishikawa no Maro làm Udaijin (Hữu đại thần) và Nakatomi no Kamatari làm Uchitsuomi (Nội thần), và sau đó đã thực hiện một cuộc cải cách gọi là 'Taika no Kaishin' (Cải cách Taika).

## Vai trò của Nhật Bản thư kỷ
Cho đến giữa cuối thế kỷ 20, độ tin cậy của "Nihonshoki" (日本書紀, Nhật Bản thư kỷ) đã được đánh giá, và người ta hiểu rằng Cải cách Taika, bắt đầu từ Chính biến Isshi, là khởi đầu cho sự ra đời của hệ thống Ritsuryo ở Nhật Bản.

## Các giả thuyết

### Giả thuyết cho rằng Hoàng tử Karu là chủ mưu chính
Nhà sử học Tōyama Mitsuo (遠山美都男) cho rằng Nakatomi Kamatari và Hoàng tử Naka no Oe chỉ là một phần của nhóm đảo chính, và Hoàng tử Karu là chủ mưu của vụ việc. Lý do là Soga no Ishikawamaro và Abe no Uchimaro, những người đóng vai trò trung tâm trong chính quyền Kōtoku sau chính biến, có cơ sở quyền lực xung quanh Nanba, nơi đóng quân của Hoàng tử Karu, và thủ đô đã được chuyển đến Nanba (Cung Naniwa Nagara-Toyosaki) sau khi vụ việc xảy ra.

### Giả thuyết mô hình của các quốc gia bán đảo
Nỗ lực tập trung quyền lực của Soga no Iruka bằng cách tiêu diệt Hoàng tử Yamashiro được truyền cảm hứng từ cuộc đảo chính của Uyên Cái Tô Văn ở Cao Câu Ly, và chính biến Isshi tương tự như việc nữ vương lên ngôi ở Silla theo chế độ bảo hoàng sau khi đàn áp cuộc nội chiến Bidam của Kim Yu-sin (hậu duệ của Thiếu Hạo, con trai của Hoàng đế, theo Tam Quốc sử ký) và những người khác, và do đó dễ dàng được các chư hầu chấp nhận hơn. Ngoài ra, cùng lúc đó, có một cuộc nội chiến ở Bách Tế nhằm tranh giành vị trí của thái tử, dẫn đến việc loại trừ vương tử Phù Dư Phong, người bị đưa làm con tin cho Nhật Bản, và điều quan trọng cần lưu ý là tác động của việc một người kế vị tiềm năng đối với Bách Tế bị làm con tin và xuất hiện tại triều đình Nhật Bản cũng có tác động đến chính trị trong nước của Nhật Bản.

### Giả thuyết đảo chính phản động
Kết quả của các cuộc khai quật bắt đầu vào năm 2005, nơi ở của Soga no Iruka đã được xác nhận tại Đồi Asuka Amagashi, và sự tồn tại của một doanh trại và kho vũ khí tại Hayama no Mikado (谷の宮門). Ngoài ra, dựa trên vị trí nơi ở của Soga no Emishi và vị trí của Đền Asuka do gia tộc Soga xây dựng, người ta cho rằng gia tộc Soga có thể đã cố gắng bảo vệ thủ đô khỏi kẻ thù nước ngoài bằng cách đặt các cơ sở phòng thủ xung quanh Asuka, cung điện Itagai.
Vào thời điểm đó, gia tộc Soga có cảm giác khủng hoảng rằng nhà Đường, được thành lập vào năm 618, đang phát huy ảnh hưởng của mình trên Bán đảo Triều Tiên và Nhật Bản đang bị đe dọa từ nhà Đường. Vì lý do này, ông quyết định thay đổi đường lối ngoại giao truyền thống của mình là chỉ tập trung vào Bách Tế, và nghĩ về ngoại giao hợp tác với các nước khác. Mặt khác, phe bảo thủ của gia tộc Soga, bao gồm Nakatomi no Kamatari và Hoàng tử Naka no Ōe, người đã áp dụng đường lối ngoại giao truyền thống nhấn mạnh đến Bách Tế, đã đánh bại gia tộc Soga "cởi mở". Sau khi gia tộc Soga bị lật đổ, những người bảo thủ đã thúc đẩy ngoại giao nhấn mạnh đến Bách Tế, quốc gia này đã sụp đổ trong trận Hakusukinoe. Cái gọi là "Taika-no-Kaishin" được cho là đã diễn ra sau đó.

### Giả thuyết không thừa nhận vương quyền Kōgyoku
Chính biến Ất Tị đã phủ nhận bản chất lâu đời trước đây của Đại vương (Thiên hoàng) và dẫn đến việc Thiên hoàng Kogyoku phải thoái vị. Về tầm quan trọng của sự việc, Nagato Sato nói rằng chính biến Ất Tị là một thách thức không chỉ đối với gia tộc Soga, mà còn đối với vương quyền của Thiên hoàng Kogyoku, người đã trao cho gia tộc Soga rất nhiều quyền lực, và đó là hành vi tương đương với việc “giết vua". Tuy nhiên, người đánh tiếng chuông thức tỉnh, Hoàng tử Naka no Ōe, là con trai ruột của Thiên hoàng Kogyoku, và trên thực tế, ông đã phản đối bằng cách giết Đại thần, gia tộc Soga, và Thiên hoàng Kogyoku buộc phải thoái vị thay vì bị giết.
Tuy nhiên, Hoàng tử Naka no Oe, người đã trở thành thái tử của Thiên hoàng kế tiếp Thiên hoàng Kōtoku, mà không trực tiếp trở thành Thiên hoàng. Hoàng tử Naka no Oe, từ chối vương quyền nhường cho Thiên hoàng Kotoku, và quyết định lên ngôi lại của Thiên hoàng Kogyoku, người được cho là đã bị phủ nhận vương quyền trong chính biến Isshi đã buộc Hoàng tử Naka no Oe phải đảm bảo tính hợp pháp với tư cách là người thừa kế ngai vàng. Tuy nhiên, sự trở lại của Thiên hoàng Kogyoku, người được cho là đã bị phế truất, vấp phải sự phản đối gay gắt từ bên trong lẫn bên ngoài, và vị hoàng đế lên ngôi lần thứ hai cũng mất quyền kiểm soát chính quyền, làm suy giảm uy tín của Hoàng tử Naka no Oe, người đã xúc tiến việc lên ngôi. Có thể Hoàng tử Naka no Oe, người không nhận được sự ủng hộ của các quần thần sau cái chết của Thiên hoàng Kōtoku, đã trì hoãn việc lên ngôi vì ông ưu tiên việc giải vây cho Bách Tế và cần thời gian để khôi phục lòng tin của các quần thần.